# Fanny in Alexander
Fanny in Alexander (švedsko Fanny och Alexander) je koprodukcijski zgodovinsko dramski film iz leta 1982, ki ga je režiral in zanj napisal scenarij Ingmar Bergman. Zgodba se osredotoči na brata in sestra v večji družini v Uppsali na Švedskem v 1900-tih. Po smrti njunega očeta (Allan Edwall) se mati (Ewa Fröling) ponovno poroči z uglednim škofom (Jan Malmsjö), ki postane nasilen do Alexandra zaradi njegove bujne domišljije. Bergman je načrtoval to kot svoj zadnji film pred upokojitvijo in scenarij je delno avtobiografski. Liki Alexandra, Fanny in očima Edvarda temeljijo na Bergmanu samem, njegovi sestri Margareti in očetu Eriku Bergmanu. Večji del prizorov so posneli v Uppsali. Obenem so posneli tudi dokumentarni film Dokument Fanny och Alexander o snemanju filma.
Produkcija filma je bila prvotno zamišljena v obliki miniserije, ki je bila po montaži dolga 312 minut, za predvajanje v kinematografih so jo skrajšali na 188 minut in ta različica je bila tudi izdana prva. Tudi televizijsko različico so izdali kot film in obe prikazovali v svetovnih kinematografih. Dalja različica je eden najdaljših filmov v zgodovini. Filma različica pa je naletela na dobre ocene kritikov. Na 56. podelitvi je bil film nominiran za šest oskarjev, osvojil pa nagrade za najboljši tujejezični film, fotografijo, scenografijo in kostumografijo. Nominiran je bil tudi za tri nagrade BAFTA, od katerih je bil nagrajen za najboljšo fotografijo, ter dva zlata globusa, od katerih je bil nagrajen za najboljši tujejezični film.

## Vloge
Ekdahlova hiša
- Gunn Wållgren kot Helena Ekdahl
- Jarl Kulle kot Gustav Adolf Ekdahl
- Mona Malm kot Alma Ekdah
- Angelica Wallgren kot Eva Ekdahl
- Maria Granlund kot Petra
- Kristian Almgren kot Putte
- Emelie Werkö kot Jenny
- Allan Edwall kot Oscar Ekdahl
- Ewa Fröling kot Emelie Ekdahl
- Bertil Guve kot Alexander Ekdahl
- Pernilla Allwin kot Fanny Ekdahl
- Börje Ahlstedt kot Carl Ekdahl
- Christina Schollin kot Lydia Ekdahl
- Sonya Hedenbratt kot teta Emma
- Käbi Laretei kot teta Anna von Bohlen
- Majlis Granlund kot ga. Vega
- Svea Holst kot ga. Ester
- Kristina Adolphson kot Siri
- Siv Ericks kot Alida
- Inga Ålenius kot Lisen
- Eva von Hanno kot Berta
- Pernilla August kot Maj
- Lena Olin kot Rosa
- Gösta Prüzelius kot dr. Fürstenberg
- Hans Strååt kot duhovnik
- Carl Billquist kot Jespersson
- Axel Düberg kot priča
- Olle Hilding kot priča

škofova hiša
- Jan Malmsjö kot škof Edvard Vergérus
- Kerstin Tidelius kot Henrietta Vergérus
- Hans Henrik Lerfeldt kot Elsa Bergius
- Marianne Aminoff kot Blenda Vergerus
- Harriet Andersson kot Justina
- Pernilla Wahlgren kot Esmeralda
- Peter Stormare kot mladenič

Jacobijeva hiša
- Erland Josephson kot Isak Jacobi
- Stina Ekblad kot Ismael Retzinsky
- Mats Bergman kot Aron Retzinsky
- Gerd Andersson kot Japonka

gledališče
- Gunnar Björnstrand kot Filip Landahl
- Heinz Hopf kot Tomas Graal
- Sune Mangs kot g. Salenius
- Nils Brandt kot g. Morsing
- Per Mattsson kot Mikael Bergman
- Anna Bergman kot Hanna Schwartz
- Lickå Sjöman kot Grete Holm
- Ernst Günther kot Rector Magnificus
- Hugo Hasslo kot pevec